# Зусман, Самуил Соломонович
Самуил Соломонович Зусман (литературный псевдоним Семён Семёнович Гарт; 8 августа 1880, Варшава — не ранее 1939) — русский философ, политический деятель, библиограф и публицист. Член ЦК Союза 17-го октября.

## Биография
Сын потомственного почётного гражданина из Волынской губернии. Окончил Либавское реальное училище (1898), Рижский политехнический институт (1904), инженер-технолог. В 1904 году был вольнослушателем в Высшей школе изящных искусств в Париже. 
Дебютировал в 1897 году рассказами в газете «Либавские новости», с 1901 года сотрудничал в газете «Прибалтийский край» (с 1902 года — редактор). С 1904 года регулярно публиковался в различных периодических изданиях России, редактировал октябристские органы — «Русский дневник» (в марте—мае 1906 года — редактор), «Национальная Русь» (в ноябре—декабре 1906 года — редактор), «Слово» (1906), «Голос Москвы» (1909). В октябре 1907 года начал издавать в Петербурге октябристский общественно-политический и литературно-художественный еженедельник «Луч», подвергшийся судебному преследованию и прекративший существование на втором номере. Издал три монографии — «Революция и наши партии» (М., 1907), «Почему зашаталась Россия? Бывшая русская правда и будущая» (СПб., 1910), «Человеческое Я перед лицом истины, свободы и смерти» (1917), ряд брошюр. Был секретарём Московского ЦК Союза 17-го октября (1905), публиковался в прессе партии октябристов. В Петербурге жил на ул. Широкой, д. 3, кв. 14. 
С 1909 года прекратил публицистическую деятельность и целиком посвятил себя научной работе в области философии и психологии, читал лекции в философском Обществе памяти В. Соловьева. В книге «Политические силуэты» и других работах одвергался критике Л. Д. Троцким. С 1 ноября 1917 год]]а и до 1 ноября 1933 года — сотрудник Государственной публичной библиотеки, сначала чиновник читального зала, впоследствии научный сотрудник и помощник заведующего в Отделе философии и педагогики (1918—1919), библиотекарь 1-го разряда, заведовал отделом инкунабул и фолиантов (1920-е годы); занимался систематизацией изданий, организацией выставок технической литературы. В 1918 году был в командировке по сбору литературы в Киеве, принимал участие в организации Украинской национальной библиотеки.
Одновременно, преподавал философию в различных учебных заведениях — Петроградском университете и медицинском институте (1918), профшколе Центрального района (1919—1920), Рабочем университете (1927), на подготовительных курсах Планово-экономического института (1930). В 1919—1927 годах выступал лектором в Политическом управлении Балтийского флота, служил начальником общеобразовательной школы морфлота. Выступил с докладом «О классификации психических элементов» на Втором Всероссийском съезде по психоневрологии в Ленинграде (1924).
В середине 1930-х годов жил в Хабаровске, где продолжал заниматься библиотечным делом, затем работал учителем математики и немецкого языка в Вологодской области (1939). В архиве В. И. Вернадского, с которым С. С. Зусман состоял в переписке в 1918—1939 годах, сохранилась рукопись трактата С. С. Гарта «Об исходном положении всякого, рассуждающего о своей жизни».

## Книги
- Революция и наши партии. — М., 1907. — 81 с.
- Почему зашаталась Россия? Бывшая русская правда и будущая. — СПб: Типография товариществава «Общая польза», 1910. — 230 с.
- Человеческое «Я» перед лицом истины, свободы и смерти. — Петроград: Типография Главного управления уделов, 1917.